# Михайловка (Тацинский район)
Михайловка — хутор в Тацинском районе Ростовской области.
Входит в состав Скосырского сельского поселения.
Население 161 человек.

## География
На хуторе имеется одна улица — Луговая.

## Население
| 2010 |
| ---- |
| 115  |